# 郭粤梅
郭粤梅（1956年—），山西晋城人，汉族，中华人民共和国政治人物、第十二届全国人民代表大会湖北地区代表。

## 生平
毕业于武汉理工大学市政工程专业。加入九三学社。担任中信集团武汉市建筑设计院院长。2008年起担任全国人大代表。2013年，担任全国人大代表。